# 近松孝丞
近松 孝丞（ちかまつ たかつぐ、1988年2月20日 - ）は、日本の男性声優。福井県出身。円企画所属。

## 来歴
2008年、円演劇研究所入所。2010年、演劇集団 円会員昇格。

## 人物
趣味・特技は卓球（3年）。方言は福井弁。
実家は寺。

## 出演

### テレビアニメ
- DOUBLE DECKER! ダグ&キリル（2018年、男子生徒B[4]）
- SCARLET NEXUS（2021年、科学者[5]）
- 平家物語（2022年、町の人[6]、兵4[7]）
- ひきこまり吸血姫の悶々（2023年、第七部隊員B[6]）
- 妻、小学生になる。（2024年、客[8]、小枝[9]）
- わたしの幸せな結婚（2025年[5]）
- 謎解きはディナーのあとで（2025年、悟朗の友人[10]）

### 劇場アニメ
- 夜は短し歩けよ乙女（2017年、劇団員男子）
- ちいさな英雄-カニとタマゴと透明人間-（2018年）
- 竜とそばかすの姫（2021年）

### Webアニメ
- 伊藤潤二『マニアック』（2024年、アイスクリームマン）

### ゲーム
- HIDDEN AGENDA -死刑執行まで48時間 -（2017年、ジョナサンフィン）
- モンスターストライク（2021年、ラウラウ、ドクトゥール・フォリー）
- モンスターハンターワイルズ（2025年[11]）

### ラジオドラマ
- FMシアター 泣かないで、パーティーはこれから
- 青春アドベンチャー『文学少年と運命の書』

### 吹き替え

#### 映画
- アイヒマン・ショー/歴史を映した男たち
- アダムス・ファミリー（グゲーリ〈ハーランド・ウィリアムズ〉）
- アンダー・ザ・シルバーレイク
- ウーマン・キング 無敵の女戦士たち（サント・フェイレラ〈ヒーロー・ファインズ・ティフィン〉[12]）
- エイミー、エイミー、エイミー! こじらせシングルライフの抜け出し方（ドナルド〈エズラ・ミラー〉）
- EMMA エマ（ミスター・エルトン〈ジョシュ・オコナー〉）
- オッペンハイマー（エドワード・コンドン〈オリ・ハースキヴィ〉[13]）
- オブリビオン（スカヴ1）
- クレイジー・パーティー
- ゲームメイカー 消えたジクソーパズルと巨大迷路（偽アイヴァン）
- ゴヨ（ゴヨ）
- サイダーハウス・ルール（ホーマー・ウェルズ〈トビー・マグワイア〉）※Netflix版
- ザリガニの鳴くところ（テイト・ウォーカー〈テイラー・ジョン・スミス〉）
- シークレット・アイズ（マージン、ベックウィズ）
- すべてが変わった日（ピーター・ドラッグスウルフ〈ブーブー・スチュワート〉）
- トレイン・ミッション（ジミー車掌〈アダム・ナガイティス〉）
- ナイスガイズ!
- ナイトスクール（マーヴィン〈ベン・シュワルツ〉）
- ハートビート（リック）
- パシフィック・リム: アップライジング
- バッド・チューニング ※Netflix版
- ビバリーヒルズ・コップ2 ※VOD版
- ベン・ハー
- マトリックス レザレクションズ（スコット）
- ミッキー17（猫背の男[14]）
- モスル あるSWAT部隊の戦い（カーワ〈アダム・ベッサ〉）
- ライド・アロング〜相棒見習い〜

#### ドラマ
- アーマードサウルス（ヒョンソク）
- ウォーキング・デッド: ワールド・ビヨンド（サイラス・プラスケット〈ハル・カムストン〉）
- ウ・ヨンウ弁護士は天才肌（クォン・ミヌ〈チュ・ジョンヒョク〉）
- エイリアニスト（ウィレム）
- 女刑事マーチェラ（ローリー・マグワイア〈マイケル・コーガン〉）
- キムチ〜不朽の名作〜
- クォーリーと呼ばれた男（ピズッツィ）
- ザ・クラウン（チャールズ皇太子〈ジョシュ・オコナー〉）
- シリコンバレー（ジャレッド・ダン〈ザック・ウッズ〉）
- SUPERGIRL/スーパーガール（クエル・ドックス〈ジェシー・ラス〉）
- Sweet Home -俺と世界の絶望-（イ・ウニョク〈イ・ドヒョン〉）
- タイム・アフター・タイム H・G・ウェルズの冒険（マーティン）
- デイ・アフターZ（スタース）
- ティーン・ウルフ シーズン3（パリッシュ）
- ファーゴ（レミュエル・キャノン〈マシュー・エラム〉）
- ブラックライトニング（ジョーイ・トレド）
- プリズン・ブレイク（シド〈クナル・シャーマ〉）
- BULL / ブル 法廷を操る男2（ザック）
- フレイザー家の秘密（フェルナンド・アルヴェス〈イスマエル・クルス・コルドバ〉）
- BOSCH/ボッシュ（マーク、フランク・シーアン）
- ボルジア家 愛と欲望の教皇一族
- ヤング・シェルドン（ジェフ）

#### テレビ番組
- プロジェクト・ランウェイ16（アーロン）

#### アニメ
- アダムス・ファミリー
- ボス・ベイビー: ビジネスは赤ちゃんにおまかせ!（クリスピン・ビスケット）

### テレビドラマ
- 海賊戦隊ゴーカイジャー
- 黒の斜面
- 半分、青い。（2018年）

### 舞台
- 赤ん坊を盗む
- イエドロ落語2016
- イムリ
- ウェアハウス
- 宇宙の旅、セミが鳴いて
- 傷つくな、鮮やかに浮遊せよ
- この素晴らしい世界は
- 爾ー王の男
- シーンズ フロム ザ ビッグ ピクチュアー
- シェイクスピアHUMAN
- 死んでみたら死ぬのもなかなか 四谷怪談‐恨
- 人類万歳!!
- 末原拓馬ひとりじゃできねぇもん「Silver Vine」
- ぞんぞろり
- 動物園物語
- 夏ノ方舟
- 夏の夜の夢
- 箱の中身
- BABEL
- 舞台イムリ
- ボクサー
- METEORITE
- 燃ゆる暗闇にて
- ライン
- ラストマンスタンディングマッチ
- Watson/Holmes

### その他コンテンツ
- グラップラー刃牙
- ミカド☆ボーイ（生徒）